# 25775 Danielpeng
25775 Danielpeng (tên chỉ định: 2000 CF31) là một tiểu hành tinh vành đai chính. Nó được phát hiện bởi dự án Nghiên cứu tiểu hành tinh gần Trái Đất Lincoln ở Socorro, New Mexico, ngày 2 tháng 2 năm 2000. Nó được đặt theo tên Daniel Y. Peng, an American high school student whose materials và bioengineering team project won second place ở the 2009 Giải thưởng Khoa học và Kỹ thuật Intel.